# Fortis
Fortis N.V./S.A. var en belgisk bank-, forsikrings- og investeringsvirksomhed. Beneluxlandene var Fortis' hjemmemarked. Fortis' bankvirksomhed omfattede kundebetjening via et filialnet samt erhvervs- og handelsbankforretninger, mens dens forsikringsaktiviteter omfattede livs-, syge- og ejendomsforsikringer. Produkterne solgtes gennem uafhængige agenter og mæglere, finansielle planlæggere og gennem Fortis' filialer.

## Historie

### Delvis nationalisering
Fortis blev delvis nationaliseret den 28. september 2008, da Belgien, Holland og Luxembourg investerende i alt 11,2 mia. € ( ca. 84 mia. d.kr) i banken. Ifølge aftalen, skulle Belgien købe 49 % af Fortis's belgiske bankdivision, og Holland skulle gøre det samme med den hollandske bankdivision. Luxembourg vil yde et lån, som omveksles med en 49 % ejerandel i Fortis' bankdivision i Luxembourg.
Forhandlingerne om overtagelsen blev ført med deltagelse af Den Europæiske Centralbank-chef Jean-Claude Trichet, hvilket understreger alvoren i de bekymringer som råder over integriteten af eurozonens finansielle system. Fortis blev betragtet som for stor, til at den kunne tillades at gå ned. Redningen fra ECB og de tre lande kom efter at der ikke kunne findes nogen seriøse købere til hele Fortis gruppen.

### Holland nationaliserer Fortis Holland 100%
Hele den forrige overtagelsesplan faldt på gulvet, da Hollands regering den 3. oktober 2008 meddelte, at den til en pris af 16,8 mia. € (ca. 125 mia. d.kr), vil tage fuld kontrol med Fortis' hollandske division og at den herefter også vil tage sig af bankens interesser i ABN Amro.
Den 5. oktober blev det meddelt, at den franske storbank BNP Paribas overtager 75 % af konkurrenten Fortis' afdelinger i Belgien og Luxembourg for 14,5 mia. € (108,2 mia. kr.), og at de 2 landes regeringer som led i handlen overtager en mindre del af BNP Paribas.

### Baggrund
Problemerne for Fortis begyndte i januar 2008, da den meddelte at den stod overfor et 1,5 mia. $ stort tab i den amerikanske subprime- katastrofe.
Frygt for insolvens fik bankens aktier til at falde til deres laveste niveau i 10 år, umiddelbart før handelen kom på plads. Aktierne havde mistet mere end tre fjerdedele af kursværdien i løbet af det sidste år. Fortis benægtede at have solvensproblemer.
Bankens problemer har deres oprindelse i, at den sammen med Storbritanniens Royal Bank of Scotland og Spaniens Santander i 2007 dannede konsortiet RFS Holding B.V., som overtog den hollandske bank ABN AMRO for 70 mia. €. Fortis andel heri var 24 mia. €, som har belastet banken siden.
Før den statslige hjælpeaktion havde Fortis meddelt, at den havde brug for at rejse omkring 5 mia. €, medens den absorberede ABN's hollandske bankforretninger, og at det kunne ske ved at sælge andre aktiver, men den har fundet det svært at finde interesserede købere.
Senere meddelte Fortis, at resultatet i de første seks måneder af 2008 var faldet med 41 % i forhold til samme periode året før, til 1,6 mia. euro.